# Chaumontel
Pour les articles homonymes, voir Chaumontel (homonymie).
Chaumontel est une commune française située dans le département du Val-d'Oise, en région Île-de-France.
Ses habitants sont appelés les Chaumontellois.

## Géographie

### Description
Chaumontel est située à la limite nord du Val-d'Oise, sur la RD 316, dans la vallée de l'Ysieux, entre la plaine de France et la forêt de Chantilly, à une trentaine de kilomètres au nord de Paris.
La commune fait partie  du parc naturel régional Oise-Pays de France.

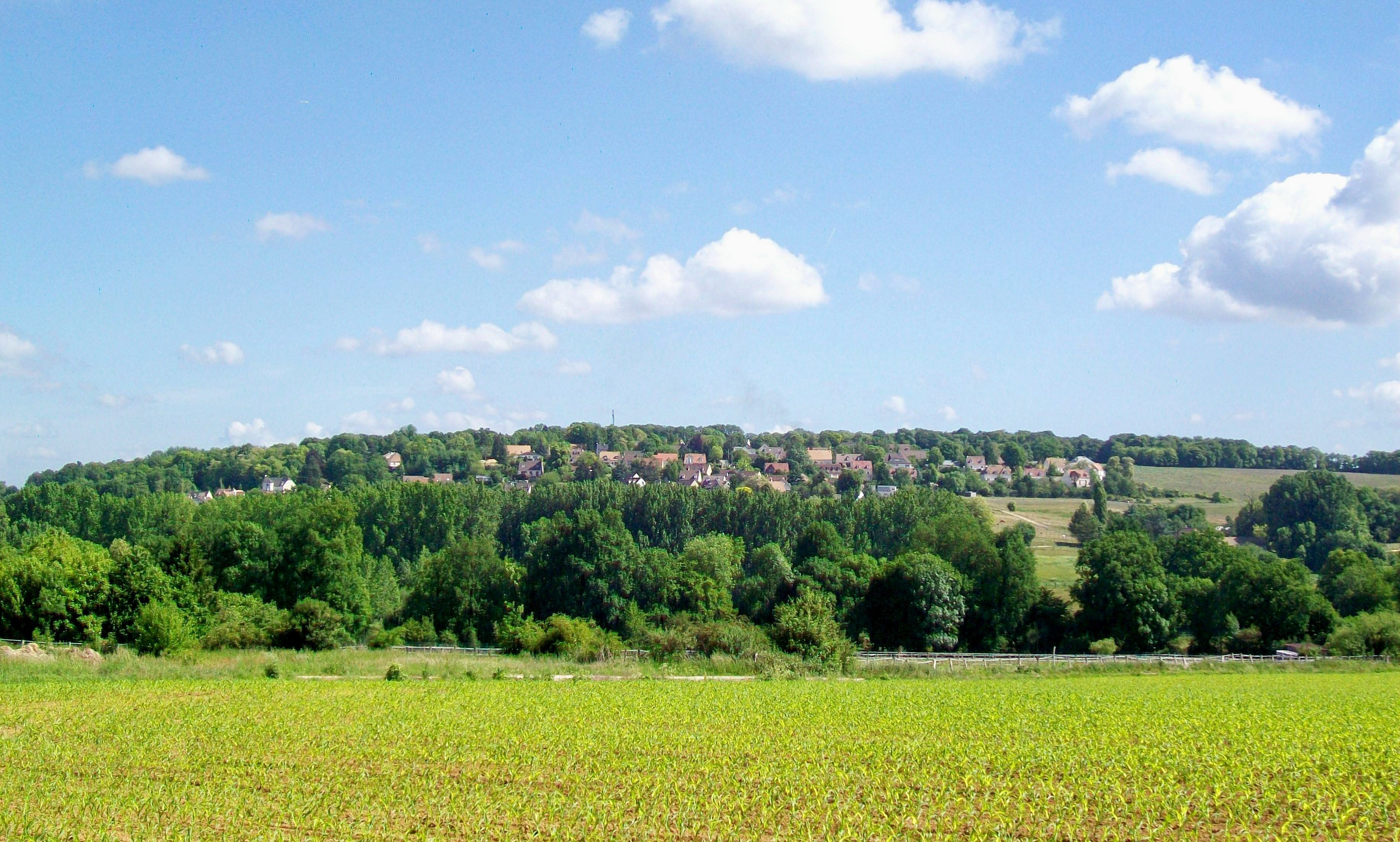
Vue sur le quartier des Coteaux depuis le chemin rural dit de la Paroisse, en venant de l'église de Luzarches. L'on constate que le mot mont paraît à juste titre dans le nom de la commune, mais qu'il n'est plus chauve.

### Communes limitrophes
La commune est limitrophe de Luzarches, et les deux bourgs sont pratiquement contiguës : ainsi, l'usine des engrenages Ribaut à l'entrée de Luzarches, à l'ouest du rond-point de la D 316, se situe sur le territoire de Chaumontel. Luzarches encercle Chaumontel sur les 80 % de sa circonférence (soit 10 km sur 12,5 km). La première chapelle de Chaumontel de 1148, quand le village n'était pas encore un bourg, se situe sur l'actuel territoire de Luzarches. Transformée en écurie après la construction de l'église en 1232, elle subsiste toujours au sein de la ferme de Chaumontel-les-Nonnains. À l'extrémité opposée de Chaumontel, soit au nord-ouest, se trouve curieusement un autre ancien écart de Luzarches, le moulin de Bertinval.
Outre Luzarches, Chaumontel ne compte qu'une autre commune limitrophe : Coye-la-Forêt, dans le département de l'Oise (Hauts-de-France). Sur la route forestière Chemin Noir, Chaumontel atteint les premières maisons de Coye, rue de Chaumontel. La distance jusqu'à l'église de Coye n'y est que de 750 m. Il mérite en outre d'être signalé qu'à l'extrémité nord-ouest du quartier Villa d'Ysieux, Chaumontel s'approche d'une centaine de mètres d'Asnières-sur-Oise, connue pour l'abbaye de Royaumont.
| Luzarches | Coye-la-Forêt (Oise) | Coye-la-Forêt (Oise) |
| Luzarches | Chaumontel           | Luzarches            |
| Luzarches | Luzarches            | Luzarches            |

### Hydrographie
La commune est drainée par les bras de l'Ysieux, un affluent de la Thève, et donc un sous-affluent de l'Oise et du fleuve la Seine.

### Climat
Pour des articles plus généraux, voir Climat de l'Île-de-France et Climat du Val-d'Oise.
En 2010, le climat de la commune est de type climat océanique dégradé des plaines du Centre et du Nord, selon une étude du CNRS s'appuyant sur une série de données couvrant la période 1971-2000. En 2020, Météo-France publie une typologie des climats de la France métropolitaine dans laquelle la commune est dans une zone de transition entre le climat océanique et le climat océanique altéré et est dans la région climatique  Sud-ouest du bassin Parisien, caractérisée par une faible pluviométrie, notamment au printemps (120 à 150 mm) et un hiver froid (3,5 °C).
Pour la période 1971-2000, la température annuelle moyenne est de 11 °C, avec une amplitude thermique annuelle de 14,8 °C. Le cumul annuel moyen de précipitations est de 684 mm, avec 10,7 jours de précipitations en janvier et 8 jours en juillet. Pour la période 1991-2020, la température moyenne annuelle observée sur la station météorologique la plus proche, située sur la commune de Saint-Witz à 11 km à vol d'oiseau, est de 11,9 °C et le cumul annuel moyen de précipitations est de 676,8 mm,. Les paramètres climatiques de la commune estimés pour 2050 selon différents scénarios d'émission de gaz à effet de serre sont consultables sur un site dédié publié par Météo-France en novembre 2022.

## Urbanisme

### Typologie
Au 1er janvier 2024, Chaumontel est catégorisée petite ville selon la nouvelle grille communale de densité à sept niveaux définie par l'Insee en 2022.
Elle appartient à l'unité urbaine de Viarmes, une agglomération intra-départementale regroupant cinq communes, dont elle est la ville-centre,,. Par ailleurs la commune fait partie de l'aire d'attraction de Paris, dont elle est une commune de la couronne,. Cette aire regroupe 1 929 communes,.

### Morphologie urbaine
Le nom de la commune ne suppose pas la situation du village dans une vallée, et effectivement, le quartier Les Coteaux est situé en altitude sur les flancs de la colline connue comme les Côtes d'Orléans. Cette colline est majoritairement couvert par la forêt de Chantilly et plus précisément sa partie appelée forêt de Coye, occupant 119 ha soit 28 % du territoire communal. Le point le plus bas de Chaumontel se trouve sur l'Ysieux, où la petite rivière quitte la commune près du moulin de Bertinval, à 41 m au-dessus du niveau de la mer. Le point culminant à 122 m se situe en forêt de Coye, au poteau des Brûlis sur la route forestière des Brûlis.
À l'instar de nombreuses communes du Val-d'Oise, l'étendue de la commune est faible en raison de la grande densité des villages : 4,23 km2. De ce fait, et avec l'urbanisation de ces dernières décennies, ne reste que peu de surface agricole utile (moins de 80 ha). L'activité équestre de loisirs le remporte aujourd'hui largement sur l'agriculture. Chaumontel est membre à part entière du parc naturel régional Oise-Pays de France créé par décret du 13 janvier 2004.

### Occupation des sols

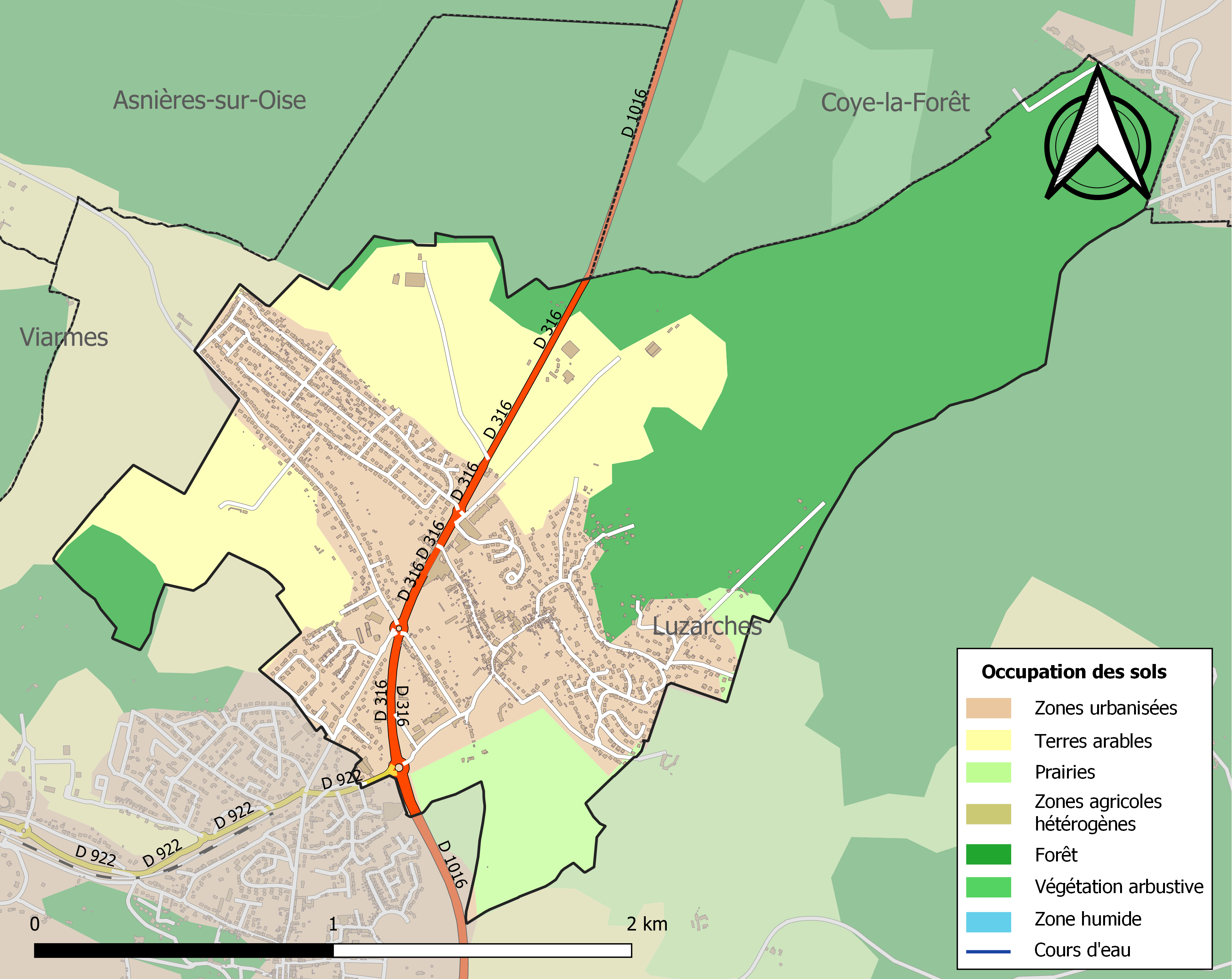
Carte des infrastructures et de l'occupation des sols de la commune en 2018 (CLC).

### Habitat et logement
En 2018, le nombre total de logements dans la commune était de 1 364, alors qu'il était de 1 343 en 2013 et de 1 281 en 2008.
Parmi ces logements, 94 % étaient des résidences principales, 1,5 % des résidences secondaires et 4,6 % des logements vacants. Ces logements étaient pour 92,3 % d'entre eux des maisons individuelles et pour 6,8 % des appartements.
Le tableau ci-dessous présente la typologie des logements à Chaumontel en 2018 en comparaison avec celle du Val-d'Oise et de la France entière. Une caractéristique marquante du parc de logements est ainsi une proportion de résidences secondaires et logements occasionnels (1,5 %) supérieure à celle du département (1,3 %) mais inférieur à celle de la France entière (9,7 %). Concernant le statut d'occupation de ces logements, 89,3 % des habitants de la commune sont propriétaires de leur logement (88,2 % en 2013), contre 56 % pour le Val-d'Oise et 57,5 pour la France entière.
| Typologie                                               | Chaumontel | Val-d'Oise | France entière |
| ------------------------------------------------------- | ---------- | ---------- | -------------- |
| Résidences principales (en %)                           | 94         | 92,8       | 82,1           |
| Résidences secondaires et logements occasionnels (en %) | 1,5        | 1,3        | 9,7            |
| Logements vacants (en %)                                | 4,6        | 5,9        | 8,2            |

### Voies de communication et transports
L'ancienne route nationale 16 (actuelle RD 316) est l'unique route départementale qui traverse Chaumontel, dans un sens nord-sud, en provenance de Creil, Chantilly et Lamorlaye dans l'Oise, et en direction d'Écouen, Villiers-le-Bel, Sarcelles et Paris. Elle permet également l'accès à la Francilienne près de Mareil-en-France, et donc à l'aéroport de Paris-Charles-de-Gaulle.
La gare la plus proche est celle de Luzarches, l'un des terminus de la ligne H du Transilien. Cette gare n'est éloignée que d'un kilomètre environ de la mairie de Chaumontel. Certains habitants travaillant sur Paris préfèrent toutefois se rendre en voiture à la gare d'Orry-la-Ville - Coye, distante de 6,7 km par la route, et équipée d'un vaste parking-relais payant. De cette gare, les trains du TER Hauts-de-France sont sans arrêt jusqu'à Paris et ne mettent que 19 min, par rapport à 48 min au mieux pour la ligne H au tracé peu favorable.
Les transports en commun sont complétés par la ligne 12 du réseau de bus Roissy Est Goussainville RER - Chaumontel. Fonctionnant en période de pointe du lundi au vendredi, cette ligne a pour vocation de relier Chaumontel et Luzarches rapidement au RER D. Aucun arrêt n'est effectué entre Luzarches et Goussainville. Chaumontel est desservi en boucle, avec de nombreux arrêts sur toute la commune. À noter que cette ligne permet bien des aller-retours Chaumontel - Luzarches, mais pas le contraire. Finalement, la ligne express Roissypôle / Gare Aéroport Charles-de-Gaulle 1 - Persan SNCF peut également intéresser Chaumontel. Elle dispose d'un arrêt derrière la gare de Luzarches, et permet de rejoindre l'aéroport pour le prix d'un ticket « Bus-Tram », ou de se rendre à Seugy, Viarmes, Asnières-sur-Oise et Persan.

## Toponymie
Les mentions anciennes de la localité sont : Capellam unam in Calvo monticulo, cum feudo Pagani Francebise 1147,, Calidus Montellus, Chaumontel en 1202, Calidus Montellus 1233, Calvomonte 1525.

## Histoire
Peu de traces tangibles d'une occupation avant le XIe siècle. Un seul site de l'époque mérovingienne mis au jour.
En 1004, donation d'une terre dénommée Outreville (le nom est resté pour désigner les dépendances, aujourd'hui propriété privée, du château de Chaumontel).
En 1147, le village, qui faisait partie du domaine primitif de l'abbaye de Montmartre, est dénommé dans une bulle d'Eugène III en ces termes : « Capellam unam in Calvo monticulo, cum feudo Pagani France-bise »,

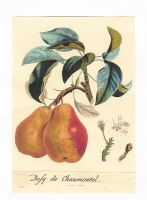
La poire Besi de Chaumontel.

Au XIIIe siècle, une chapelle est érigée en église paroissiale « succursale de Luzarches ». Elle est placée sous le vocable de N. D. de la Nativité en 1528.
Les seigneurs de Chaumontel apparaissent dès le XIe siècle. Chaumontel appartient en partie aux seigneurs de Luzarches par acte de 1381.
Au XVIIIe siècle, la seigneurie de Chaumontel (château et fief du Pralet et moulin de Glume de 1238, aujourd'hui disparu) est la propriété de la famille de Condé.
Le manoir de Chaumontel est le lieu de création  par greffe, vers 1750, de la Besi de Chaumontel, poire beurré issue d'une poirée cultivée depuis 1670 (Agathe Pain).
Appelé Chaumontel-les-Nonains (en mémoire des religieuses de Montmartre), le bourg à vocation agricole jusqu'au XIXe siècle, et a vu s'implanter tour à tour une industrie de dentelles de Chantilly, de tabletterie et de perles métalliques destinées à la passementerie, exportées en Angleterre et aux États-Unis, puis une industrie de matières plastiques, et aujourd'hui diverses industries métalliques.

## Politique et administration

### Rattachements administratifs et électoraux
Rattachements administratifs
Antérieurement à la loi du 10 juillet 1964, la commune faisait partie du département de Seine-et-Oise. La réorganisation de la région parisienne en 1964 fit que la commune appartient désormais au département du Val-d'Oise et à son arrondissement de Sarcelles après un transfert administratif effectif au 1er janvier 1968.
Elle faisait partie depuis 1793 du canton de Luzarches. Dans le cadre du redécoupage cantonal de 2014 en France, cette circonscription administrative territoriale a disparu, et le canton n'est plus qu'une circonscription électorale.
Chaumontel fait partie de la juridiction d’instance de Gonesse (depuis la suppression du tribunal d'instance d'Écouen en février 2008), et de grande instance ainsi que de commerce de Pontoise,.
Rattachements électoraux
Pour les élections départementales, la commune est membre depuis 2014 du canton de Fosses
Pour l'élection des députés, elle fait partie de la neuvième circonscription du Val-d'Oise.

### Intercommunalité
Chaumontel  était membre de la communauté de communes du pays de France, un établissement public de coopération intercommunale (EPCI) à fiscalité propre créé en 1993 et auquel la commune avait transféré un certain nombre de ses compétences, dans les conditions déterminées par le code général des collectivités territoriales.
Dans le cadre des dispositions de la loi portant nouvelle organisation territoriale de la République du 7 août 2015, qui prévoit que les établissements publics de coopération intercommunale (EPCI) à fiscalité propre doivent avoir un minimum de 15 000 habitants, cette petite intercommunalité a fusionné  le 1er janvier 2017 au sein de la communauté de communes Carnelle Pays de France dont est désormais membre la commune.

### Tendances politiques et résultats
Au premier tour des élections municipales de 2014 dans le Val-d'Oise, la liste SE/DVG  menée par Sylvain Saragosa  remporte la majorité absolue des suffrages exprimés avec 908 voix (54,96 %, 18 conseillers municipaux élus dont 6 communautaires), battant celle DVD de  la maire sortante Betty Beaslay, qui a obtenu 744 voix (45,03 %, 5 conseillers municipaux élus dont 1 communautaire).
Lors de ce scrutin, 35,69 % des électeurs se sont abstenus.
Lors du premier tour des élections municipales de 2020 dans le Val-d'Oise, la liste DVG menée par le maire sortant Sylvain Saragosa obtient la majorité absolue des suffrages exprimés, avec 682 voix (58,59 %, 19 conseillers municipaux élus dont 3 communautaires), battant largement la liste menée par Christophe Vigier (482 voix, 41,40 %, 4 conseillers municipaux élus dont 1 communautaire).
Lors de ce scrutin marqué par la pandémie de Covid-19 en France, 54,36 % des électeurs se sont abstenus.
En juin 2022, le maire Sylvain Saragosa se présente aux élections législatives sous la bannière du parti d'extrême-droite Reconquête.

### Liste des maires
| Période                                  | Période                        | Identité              | Étiquette          | Qualité |
| ---------------------------------------- | ------------------------------ | --------------------- | ------------------ | --- |
| Les données manquantes sont à compléter. |                                |                       |                    | |
|                                          |                                |                       |                    | |
| 1977                                     |                                | Roger Vervoitte       | PCF                | Conseiller général de Luzarches (1967 → 1976) |
|                                          |                                |                       |                    | |
| juin 1995                                | mars 2001                      | René Dacquet          |                    | |
| mars 2001                                | mars 2014                      | Betty Hanauer-Beaslay | DVD                | |
| mars 2014                                | En cours (au 22 décembre 2023) | Sylvain Saragosa      | SE puis Reconquête | Chef d'entreprise Président de la CC du Pays de France (2014 → 2016) Vice-président de la CC Carnelle Pays de France (2017 → ) Réélu pour le mandat 2020-2026 |

## Population et société

### Démographie
L'évolution du nombre d'habitants est connue à travers les recensements de la population effectués dans la commune depuis 1793. Pour les communes de moins de 10 000 habitants, une enquête de recensement portant sur toute la population est réalisée tous les cinq ans, les populations de référence des années intermédiaires étant quant à elles estimées par interpolation ou extrapolation. Pour la commune, le premier recensement exhaustif entrant dans le cadre du nouveau dispositif a été réalisé en 2004.

En 2022, la commune comptait 3 340 habitants, en évolution de +1,74 % par rapport à 2016 (Val-d'Oise : +4 %, France hors Mayotte : +2,11 %).
| 1793 | 1800 | 1806 | 1821 | 1831 | 1836 | 1841 | 1846 | 1851 |
| ---- | ---- | ---- | ---- | ---- | ---- | ---- | ---- | ---- |
| 380  | 368  | 325  | 323  | 363  | 368  | 355  | 433  | 400  |

| 1856 | 1861 | 1866 | 1872 | 1876 | 1881 | 1886 | 1891 | 1896 |
| ---- | ---- | ---- | ---- | ---- | ---- | ---- | ---- | ---- |
| 359  | 391  | 400  | 393  | 437  | 412  | 437  | 520  | 464  |

| 1901 | 1906 | 1911 | 1921 | 1926 | 1931 | 1936 | 1946 | 1954 |
| ---- | ---- | ---- | ---- | ---- | ---- | ---- | ---- | ---- |
| 518  | 483  | 509  | 471  | 513  | 570  | 584  | 596  | 646  |

| 1962 | 1968 | 1975  | 1982  | 1990  | 1999  | 2004  | 2006  | 2009  |
| ---- | ---- | ----- | ----- | ----- | ----- | ----- | ----- | ----- |
| 748  | 869  | 1 463 | 2 347 | 2 933 | 3 250 | 3 269 | 3 280 | 3 265 |

| 2014  | 2019  | 2022  | - | - | - | - | - | - |
| ----- | ----- | ----- | - | - | - | - | - | - |
| 3 324 | 3 241 | 3 340 | - | - | - | - | - | - |

La commune est rattachée à l'unité urbaine de Viarmes.

## Culture locale et patrimoine

### Lieux et monuments

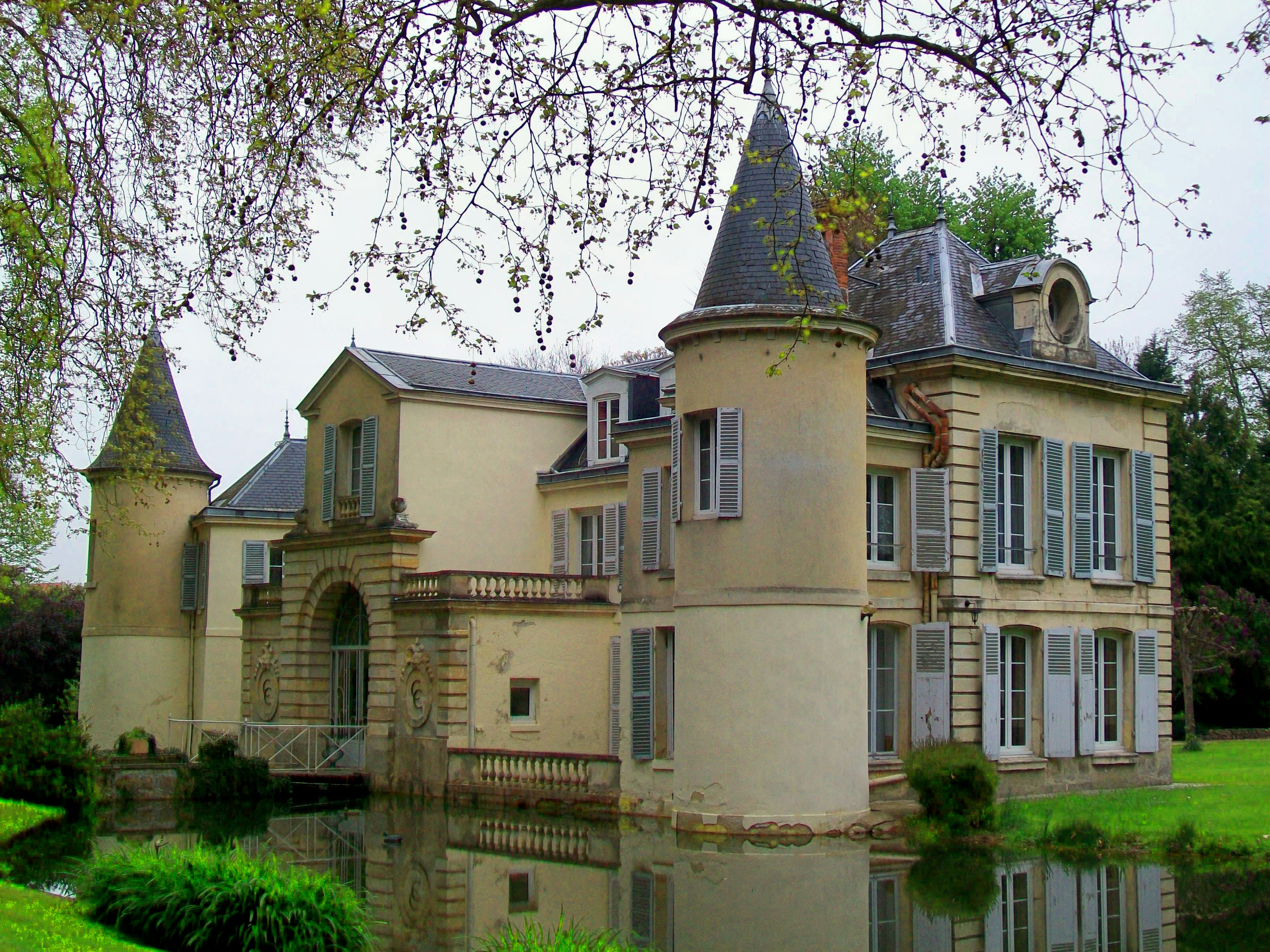
Manoir du Preslay.

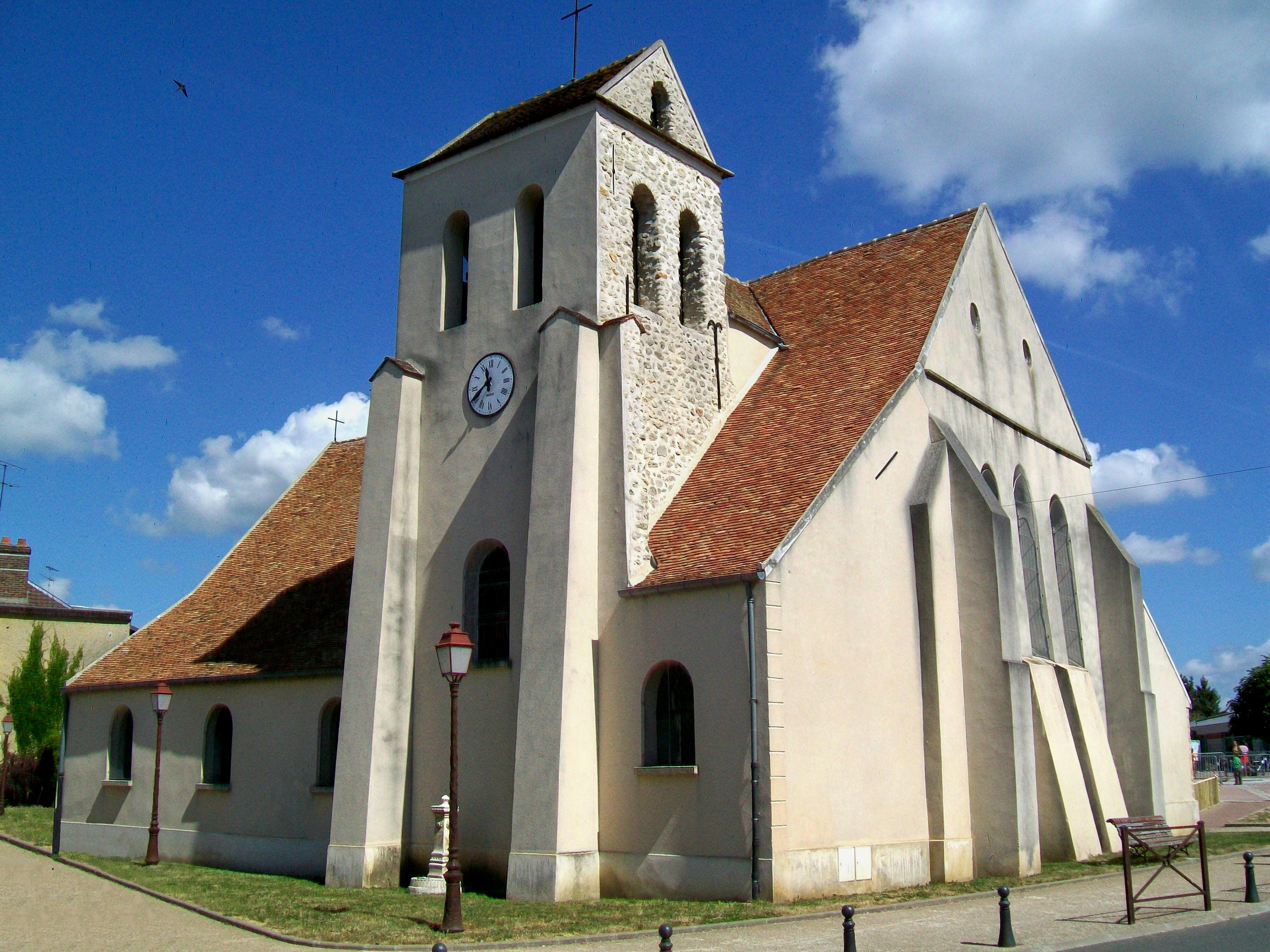
L'église Notre-Dame-de-la-Nativité.

Chaumontel ne comporte pas de monument historique inscrit ou classé sur son territoire. On peut néanmoins signaler :
- Le château de Chaumontel ou manoir du Preslay

Issu de la reconstruction au XVIIIe siècle d'un château fort mentionné dès le XIVe siècle, dont subsistent des tourelles et les douves. Ce château initial a été décrit comme ruiné en 1560. Les princes de Condé l'utilisèrent comme relais de chasse entre 1707 et 1737. Quand le conseiller à la Cour des comptes Bouillard de Bélair racheta la propriété en 1776, les fossés, le pont-levis et la basse cour restaient encore en l'état. Le château proprement dit nécessita bien entendu de lourds travaux de restauration et a été adapté au goût de l'époque, mais la physionomie générale du bâtiment a été respectée, et les douves avec leur réseau hydraulique n'ont pas changé non plus. L'édifice situé dans un parc romantique sert aujourd'hui d'hôtel-restaurant.
- La maison d'Outreville, rue d'Oradour-sur-Glane / chemin de la Paroisse

Manoir d'autour de 1900 dans le style anglo-normand, avec des façades en faux pans de bois. Destiné comme maison de campagne, la maison est issue de la transformation du pavillon du jardinier-gardien du château. (Non visible depuis le domaine public).
- La vallée de l'Ysieux (classée en 2002) et ses lavoirs, près de la rue de la République

À gauche du monument aux morts (dégradé et visible de côté seulement), entre les no 23 et 25 (voie privée, seule la façade arrière étant visible de loin), ainsi que sur plusieurs terrains privés.
- L'église Notre-Dame-de-la-Nativité

Édifiée initialement au XIIIe siècle, la reconstruction intervenue au XVIe siècle n'a laissé en place que de rares éléments architecturaux de l'origine, dont notamment un pilier. D'apparence très sobre, et sans autres ornements à l'extérieur que des contreforts de trois formes différentes, la volumétrie trahit toutefois l'ancienneté de l'église. Sa nef est aveugle et comporte deux bas-côtés à trois travées. Il paraît qu'une abside était autrefois présent au chevet, qui est aujourd'hui plat et éclairé par un triplet. Au sud du chœur de deux travées, sont accolés le clocher à toit en batière, puis un bas-côté. 
Au nord du chœur, c'est la première travée qui comporte un bas-côté ; la sacristie y est accolée à la deuxième travée. - À l'intérieur, l'église renferme deux œuvres d'art remarquables : une vierge à l'enfant du XIVe siècle et une pietà du XVIe siècle. Pour visiter l'église, l'on pourra demander la clef en mairie ou à la pharmacie.
- L'ancien ossuaire, sur la place au nord de l'église

L'un des rares représentants de ce type de bâtiment survivant dans la région. La place correspond à l'ancien cimetière transféré vers son emplacement actuel au nord de la commune en 1854 ;
- La ferme Dequidt du XVIIIe siècle, face à l'église

Le logis date de 1769. Jusqu'au début du XXe siècle, la ferme formait une entité avec la ferme Réthoré limitrophe. L'architecture est caractéristique du pays de France. Aujourd'hui, c'est la dernière des cinq fermes de la commune à être toujours en activité.
- La fontaine au Lion, ruelle de la Fontaine

L'un des rares points d'accès à l'eau potable au XIXe siècle. Il fallait descendre quelques marches pour remplir son seau au robinet encadré par une tête de lion.
- Un puits public couvert en haut de la rue du Tertre

Il date de 1860 environ, aménagé par la commune pour faciliter l'accès à l'eau potable, grâce à l'adduction depuis la source de la Charbonnière située en forêt. Deux bornes-fontaines ont complété l'infrastructure autour de 1900, dont une est toujours visible rue de la République.
- Le monument aux morts de la Première Guerre mondiale, sur le parking au sud-ouest de l'église, près de l'Ysieux.

La ville est située à proximité de l'abbaye de Royaumont et à l'orée de la forêt de Chantilly.

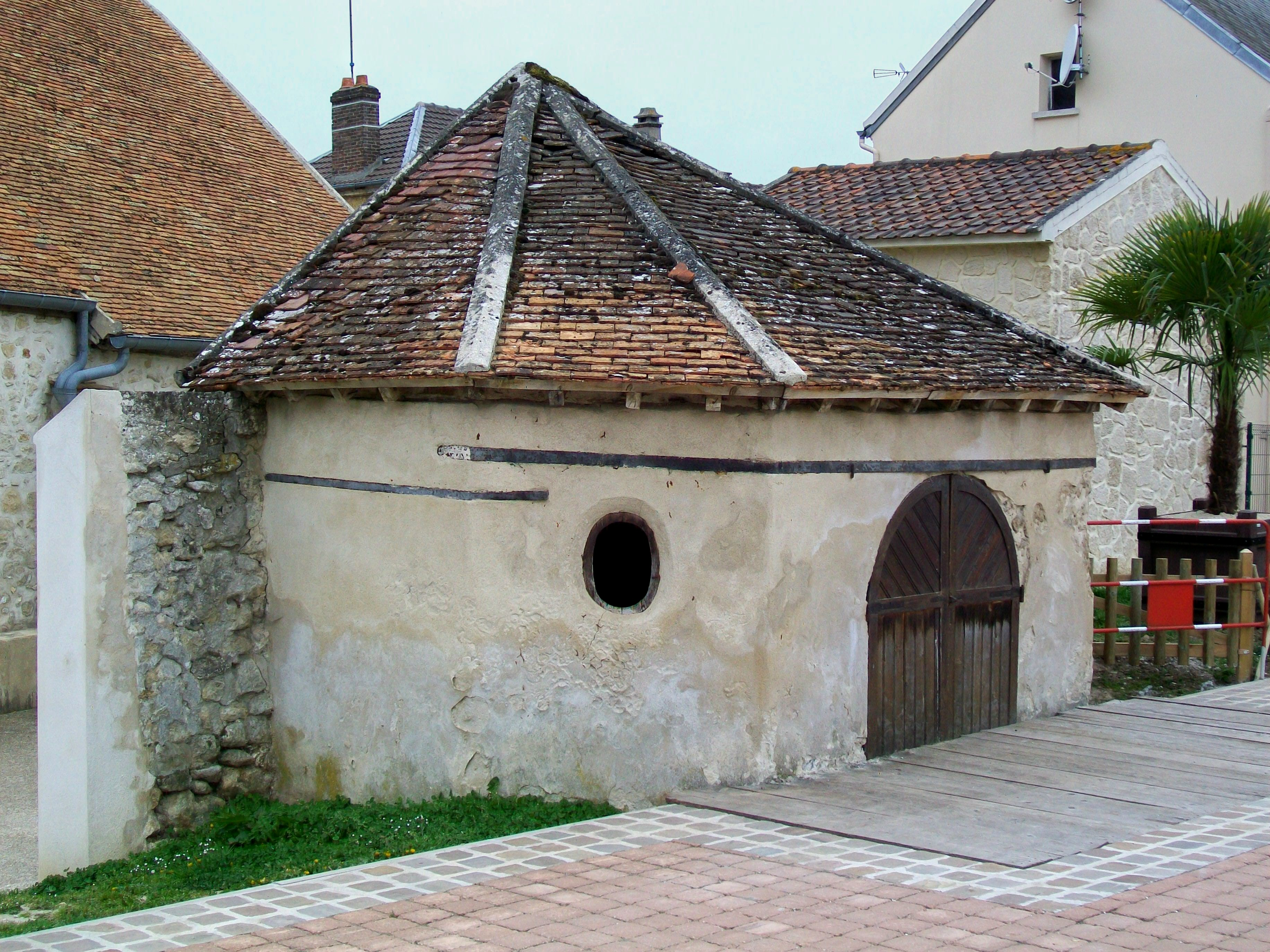
L'ancien ossuaire, derrière l'église.
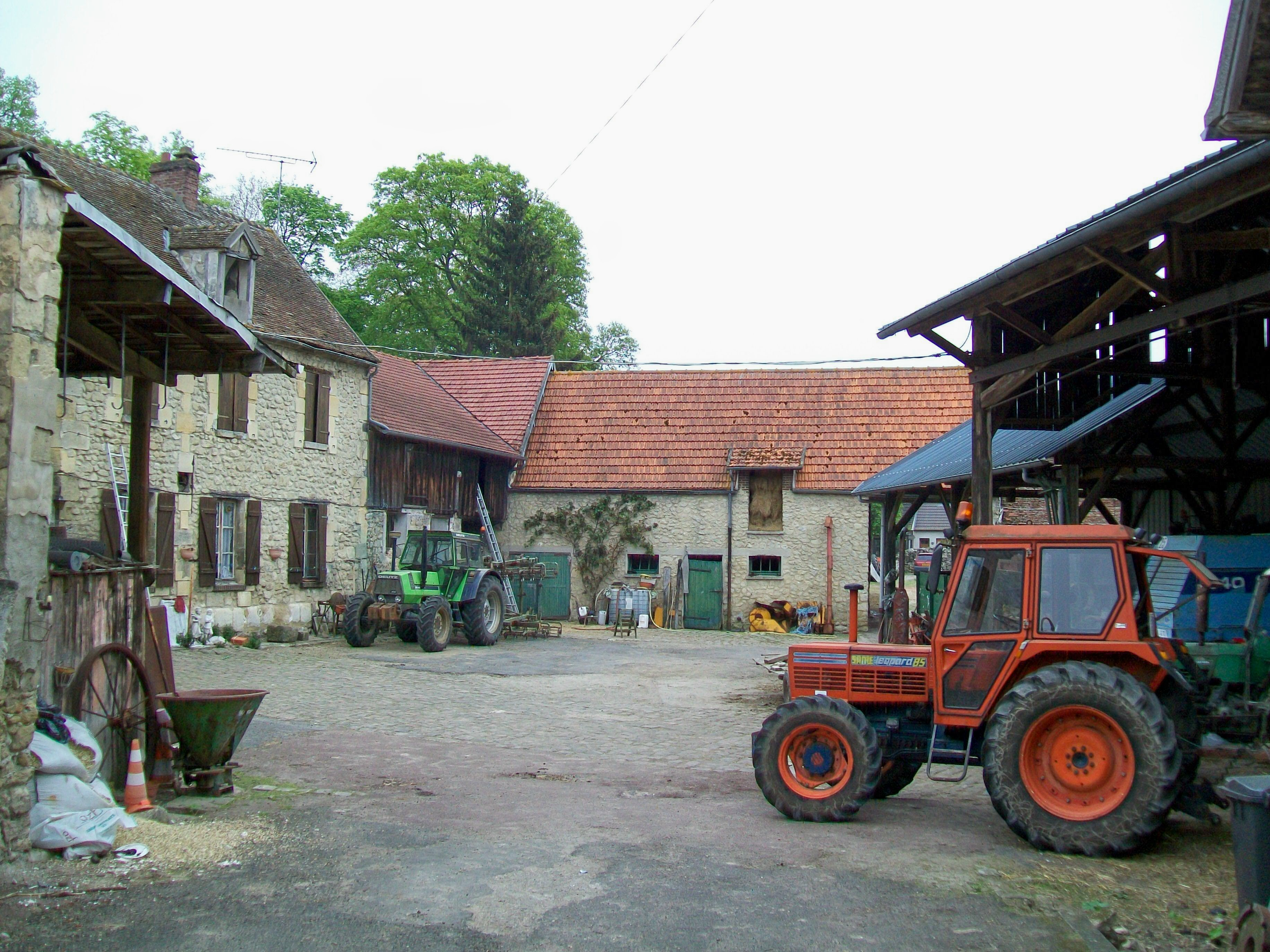
La ferme Dequidt au centre du village.
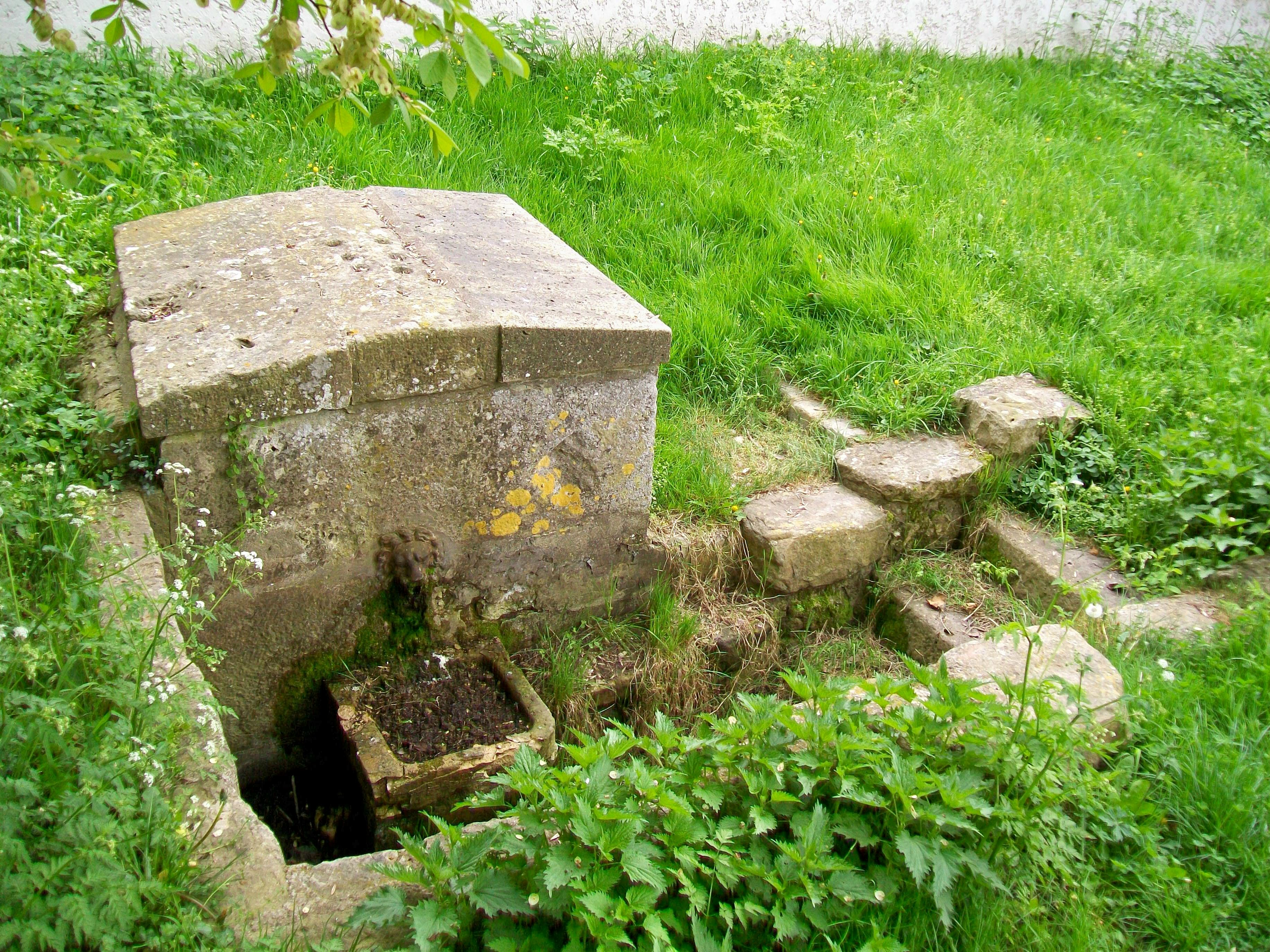
La fontaine au Lion ou fontaine des Champs.
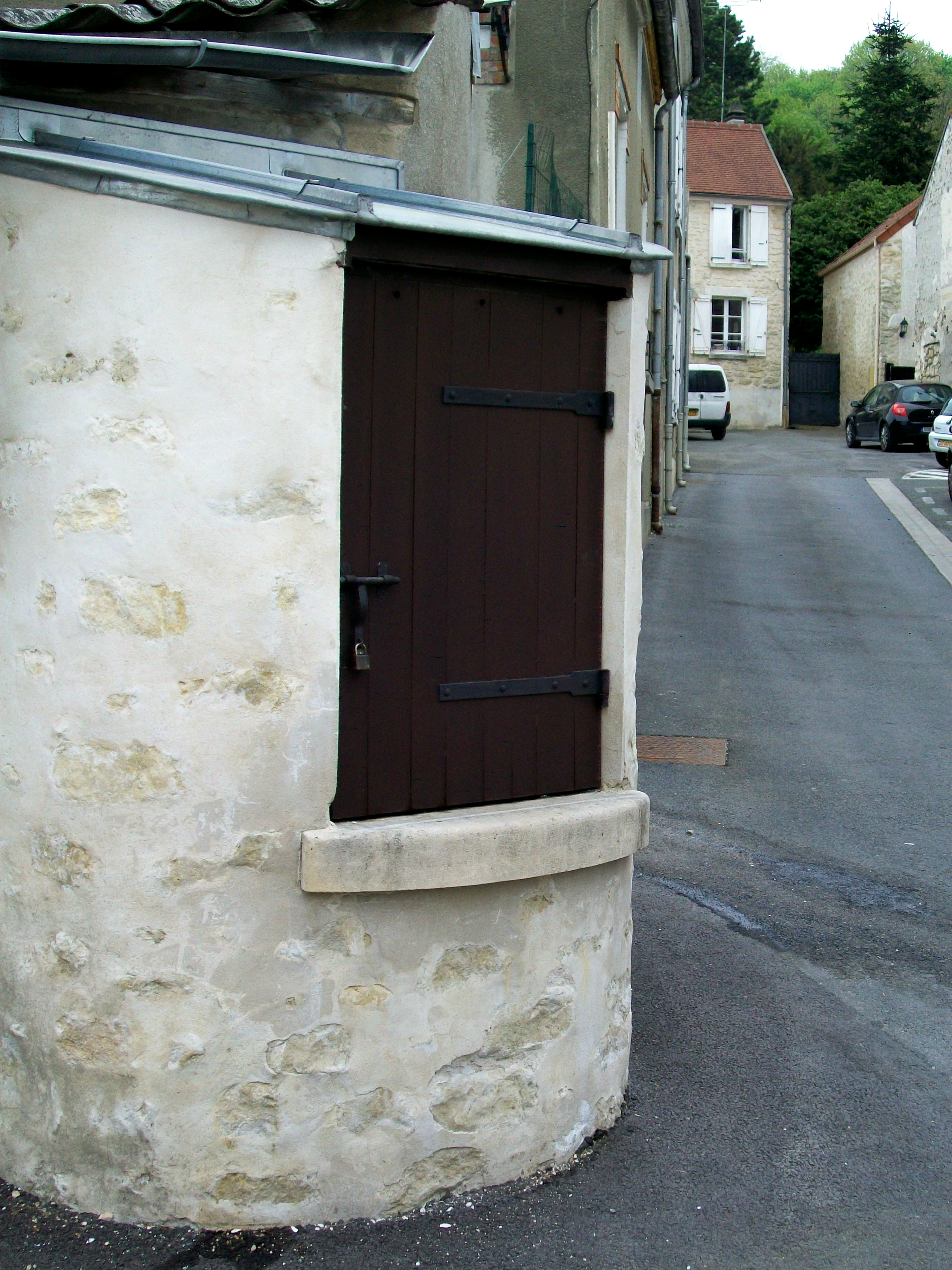
Puits public couvert de 1860, rue du Tertre.
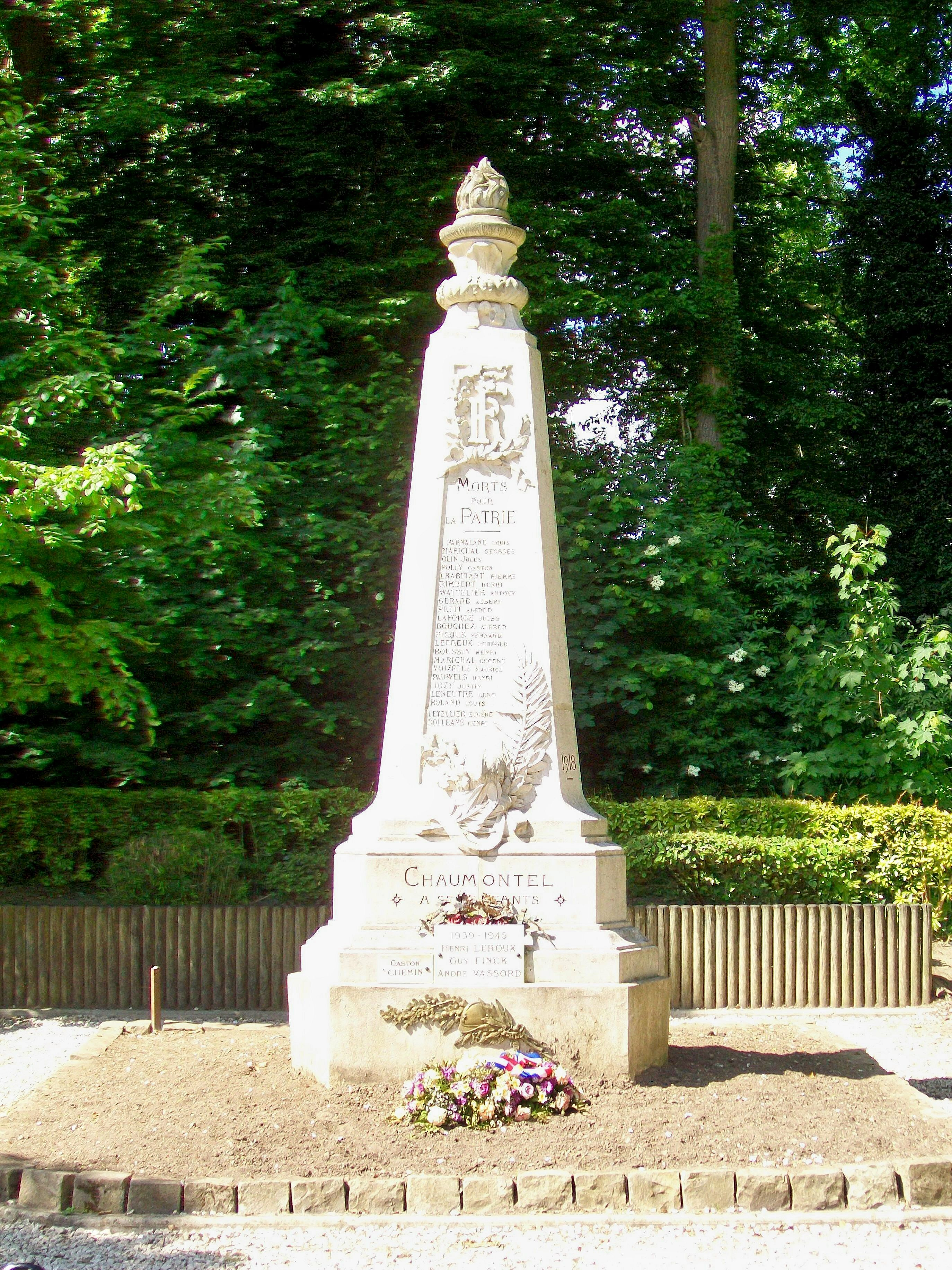
Le monument aux morts de la Première Guerre mondiale.

### Personnalités liées à la commune
- Édouard Wattelier (1876-1957), cycliste français, y est né.
- Eugène Goupil (1831-1895), entrepreneur et collectionneur américaniste, y dirigea pendant plus de vingt ans une fabrique de perles métalliques.
- L'abbé Antoine Corriger (1884-1967), curé de la paroisse mort en 1967, a été honoré comme Juste parmi les nations pour avoir caché des familles juives pendant l'occupation nazie. Il a été inscrit à titre posthume dans la liste des Justes de France au mémorial Yad Vashem en 2010.
- Jean-Pierre Limosin (1949), réalisateur et scénariste français, y est né.
- Dida Diafat (1970), boxeur de muay-thaï et acteur français, a habité à Chaumontel.

### Héraldique
| Blason de Chaumontel | Blason  | D'argent à la fasce ondée d'azur chargée d'une roue à aubes de sable accompagnée de quatre ondes d'argent, deux de chaque côté et l'une au-dessus de l'autre, ladite fasce surmontée à dextre d'un arbre de sinople et à senestre d'une tête d'oiseau arrachée de sable; à l'émanche de gueules mouvant de la pointe et chargée d'un chevronel d'or soutenu de trois besants mal ordonnés d'argent; au chef d'azur chargé de trois fleurs de lis d'or. |
| Blason de Chaumontel | Détails | Le statut officiel du blason reste à déterminer. |

La devise de Chaumontel est « Chaumontel à toi toujours ».